# Genco Gulan

## Biografía
Genco Gülan (pronunciación turca:[dʒendʒo ˈɟylan], nacido en 1969 en Estambul, Turquía, es un artista conceptual contemporáneo especializado en multimedia y artes escénicas.
Vive y trabaja en Estambul e Izmir.

## Formación
Estudió Ciencias Políticas y Arte en la Universidad de Bogazici y luego obtuvo un master en Estudios de Medios en la New School de Nueva York. Obtuvo premios de BP, New School, Lions y EMAF y fue seleccionado como finalista del Premio Europeo de Arte en 2011. Gülan realizó exposiciones individuales en galerías, museos, espacios públicos en Ankara, Bodrum, Estambul, Izmir, Graz, Berlín, Nueva York, Seúl y Zagreb. 

## Estilo
Define su práctica en pintura, escultura, performance, video y nuevos medios como “idea art”

## Arte
El artista ganó premios de BP, Lions y E.M.A.F. Fue nominado al Premio Europeo de Arte en 2011. Sus obras están exhibidas en los museos como Centre Pompidou Paris, Pera, ZKM, Grecia y Triennale di Milán.
Gülan tomó parte en Biennale de Cosmopolis Thessaloniki Balcánico (Θεσσαλονικη Βαλκανικο) como miembro del Comité Consultivo, en Comité Internacional de Programa en ISEA Singapur y en Consejo Editorial de Revista Melbourne Second Nature. El fundador de Web Biennale, Genco Gülan sigue dando clases en varios centros, entre ellos Academia Mimar Sinan y La Universidad Boğaziçi.